# Szumowo (powiat zambrowski)

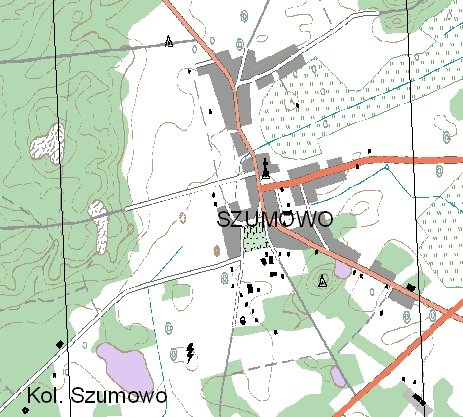
Mapa wsi Szumowo i okolic

Szumowo – wieś w Polsce położona w województwie podlaskim, w powiecie zambrowskim, w gminie Szumowo.
| SIMC    | Nazwa        | Rodzaj    |
| ------- | ------------ | --------- |
| 0408043 | Nowe Szumowo | część wsi |

Wieś jest siedzibą rzymskokatolickiej parafii Najświętszej Maryi Panny Częstochowskiej.

## Historia
Wieś szlachecka Somowo położona była w drugiej połowie XVI wieku w powiecie łomżyńskim ziemi łomżyńskiej. W latach 1921–1939 wieś leżała w województwie białostockim, w powiecie łomżyńskim, w gminie Szumowo. Siedziba gminy Szumowo.
Według Powszechnego Spisu Ludności z 1921 roku wieś zamieszkiwało 466 osób, 410 było wyznania rzymskokatolickiego a 56 mojżeszowego. Jednocześnie 420 mieszkańców zadeklarowało polską przynależność narodową a 46 żydowską. Było tu 80 budynków mieszkalnych. Miejscowość należała do parafii rzymskokatolickiej w Szumowie. Podlegała pod Sąd Grodzki w Zambrowie i Okręgowy w Łomży; właściwy urząd pocztowy mieścił się w Szumowie.
W wyniku napaści ZSRR na Polskę we wrześniu 1939 miejscowość znalazła się pod okupacją sowiecką. Od czerwca 1941 roku pod okupacją niemiecką. Od 22 lipca 1941 do 1945 włączona w skład Landkreis Lomscha, Bezirk Bialystok III Rzeszy. We wsi umiejscowiono posterunek żandarmerii niemieckiej.
W sierpniu 1941 roku Niemcy zgromadzili na terenie szumowskiej plebanii Żydów z Szumowa, Andrzejewa, Prosienicy i innych miejscowości. Następnie wywieźli ich ciężarówkami do lasu, ok. 5 kilometrów od wsi i wymordowali. Ciała zostały pogrzebane w wykopanych jeszcze przez wojska sowieckie umocnieniach.
W pobliżu wsi przebiegała Linia Mołotowa (Zambrowski Rejon Umocniony). Do dziś zachowały się schrony, rozsiane w okolicznych lasach. W latach 1975–1998 miejscowość administracyjnie należała do województwa łomżyńskiego.